# 데스 위시 2
《데스 위시 2》(영어: Death Wish II)는 미국에서 제작된 마이클 위너 감독의 1981년 액션 스릴러 영화이다. 《데스 위시》(1974)의 속편이다. 찰스 브론슨, 질 아일랜드 등이 출연하였고, 요람 글로부스 등이 제작에 참여하였다.
《데스 위시 3》(1985)으로 이어진다.

## 출연
- 찰스 브론슨
- 질 아일랜드
- 빈센트 가디니아
- J. D. 캐넌
- 폴 램버트
- 앤서니 프랜시오사
- 드루 스나이더
- 로빈 셔우드
- 찰스 사이퍼스
- 벤 프랭크
- 마이클 프린스
- 토머스 F. 더피
- 래리 피시번
- 실바나 개야도
- 로버트 F. 라이언스
- 프랭크 캠퍼넬라
- 돈 더빈스
- 벅 영
- 헤니 영맨
- 윌리엄 보거트